# Signs of Chaos
A Signs of Chaos a Testament nevű thrash metal együttes második válogatásalbuma, amely 1997-ben jelent meg és a zenekar addigi 10 évét mutatja be.

## Dalok
1. Signs of Chaos (intro) – 0:30
2. Electric Crown – 5:31
3. The New Order – 4:26
4. Alone in the Dark – 4:05
5. Dog Faced Gods – 4:05
6. Demonic Refusal – 5:22
7. The Ballad – 6:10
8. Souls of Black – 3:24
9. Trial by Fire – 4:17
10. Low – 3:36
11. Practice What You Preach – 4:56
12. Over the Wall – 4:08
13. The Legacy – 5:32
14. Return to Serenity – 6:32
15. Perilous Nation – 5:51
16. Sails of Charon (Scorpions feldolgozás) – 4:40
17. Draw the Line (Aerosmith feldolgozás) – 2:49

## Közreműködők
| Testament (1987–1993) - Chuck Billy – ének - Eric Peterson – gitár - Alex Skolnick – szólógitár - Greg Christian – basszusgitár - Louie Clemente – dob | Testament (1994) - Chuck Billy – ének - Eric Peterson – gitár - James Murphy – szólógitár - Greg Christian – basszusgitár - John Tempesta – dob | Testament (1997) - Chuck Billy – ének - Eric Peterson – gitár, szólógitár - Derek Ramirez – basszusgitár - Gene Hoglan – dob |

## Külső hivatkozások
- Testament hivatalos honlap
- Testament myspace oldal